# UDDI
UDDI (originado do acrônimo inglês Universal Description, Discovery and Integration) é um serviço de diretório onde empresas podem registrar (publicar) e buscar (descobrir) por serviços Web (Web Services). UDDI é ainda um framework de plataforma independente (desenvolvido na plataforma .NET) para descrever e integrar os serviços de negócios usando a Internet, possibilitando assim uma exposição controlada dos serviços da empresa. A comunicação é realizada por meio do protocolo SOAP e as interfaces web service são descritas por WSDL.
Um serviço de registro UDDI é um Web Service que gerencia informação sobre provedores, implementações e metadados de serviços. Provedores de serviços podem utilizar UDDI para publicar os serviços que eles oferecem. Usuários de serviços podem usar UDDI para descobrir serviços que lhes interessem e obterem os metadados necessários para utilizar esses serviços.

## Categorias
O UDDI descreve os serviços em três categorias:
- "páginas brancas" descrevem a companhia: nome, endereço, contatos, etc.
- "páginas amarelas" incluem as categorias, baseada em taxonomias padrões.
- "páginas verdes" descrevem a interface para o serviço em nível de detalhe suficiente para se escrever uma aplicação que use o Web service.

A especificação UDDI define:
- APIs SOAP utilizadas para publicar e obter informações de um registro UDDI

- Esquemas XML do modelo de dados do registro e do formato das mensagens SOAP

- Definições WSDL das APIs SOAP

- Definições de registro UDDI (modelos técnicos - tModels) de diversos sistemas de identificação e categorização, que podem ser utilizados para identificar e categorizar registros UDDI